# Xscape (groupe)
Cet article concerne le groupe de R'n'B. Pour l'album de Michael Jackson, voir Xscape.
Xscape est un girl group américain formé à Atlanta par le producteur Jermaine Dupri et actif dans les années 1990, constitué à la base de 5 femmes dont les deux sœurs LaTocha et Tamika Scott, Kandi Burruss, Tameka « Tiny » Cottle et Tamera Coggins (bien que cette dernière soit partie du groupe avant que leur premier album ne sorte).

## Biographie
Elles ont sorti trois albums dont deux certifiés platine aux États-Unis. Les membres du groupe se sont séparés en 2000 pour suivre des carrières solo, avec plus ou moins de réussite, avant de se retrouver en 2001.

## Formation
- LaTocha Scott (1993-2005)
- Tamika Scott (1993-2005)
- Tameka « Tiny » Cottle (1993-2005)
- Kandi Burruss (1993-1998)
- Kiesha Miles (2005)

## Discographie
- 1993 : Hummin' Comin' at 'Cha, (So So Def / Columbia Records)
- 1995 : Off the Hook, (So So Def / Columbia Records) certifié disque de platine
- 1998 : Traces of My Lipstick, (So So Def / Columbia Records) certifié disque de platine

## Collaborations
- Keep On, Keepin’ on de MC Lyte (1996)
- Always Be My Baby (Remix) de Mariah Carey (1996)
- Am I Dreamin’ de Ol' Skool & Keith Sweat (1997)
- Bounce With Me de Lil Bow Wow (2000)
- Rock With Me de Jermaine Dupri (2001)
- Love Jones The Music (OST)
- Soul Food (OST) - Let’s Do It Again
- Mask (OST) - Who’s That Man
- Hardball (OST) - Rest of My Life
- The Motion Picture Tyler Perry's Why Did I Get Married (OST) : Why Did I Get Married